# John Stromberg
John Alexander „Honey“ Stromberg (eigentl. Stramberg; * 9. November 1858 in Milton, Prince Edward Island; † 5. Juli 1902 in Freeport, New York) war ein kanadischer Komponist, Pianist und Dirigent.
Stromberg hatte Musikunterricht bei seinem Vater, dem Arrangeur und Musiker Nathaniel Philip Stramberg. Er leitete die River John Brass Band und ab 1878 in Nova Scotia die Pictou Choral Society und die Pictou Concert Band. Mit einer Truppe reisender Musiker ging er als Pianist nach New York und arbeitete dort als Arrangeur für den Musikverleger Witmark. 1895 schrieb er hier seinen ersten Hit, den Song My Best Girl's a Corker.
1896 wurde Stromberg als Komponist und Dirigent für die Shows des Comedy-Duos Weber und Fields in der New Yorker Weber and Fields Music Hall engagiert, wo er u. a. mit William T. Francis und Edgar Smith zusammenarbeitete. Zu seinen erfolgreichen Produktionen zählten The Art of Maryland (1896–97), Hurly-Burly (1898), Helter-Skelter (1899), Fiddle-Dee-Dee (1900–01), Hoity-Toity (1901–02) und Twirly-Whirly (1902–03).
Mehrere seiner Songs erlangten große Popularität, so Kiss Me Honey, Do in der Aufnahme von Arthur Collins, Ma Blushin' Rosie interpretiert von  Albert Campbell und von S. H. Dudley (1901), später auch von Al Jolson, und Come Down, Ma Evenin' Star (mit Henry Burr und mit Mina Hickman, beide 1903). Stromberg nahm sich 1902 mit Gift das Leben.